# Kawakawa (fleuve)
La Kawakawa (anglais : Kawakawa River) est un fleuve côtier de la région du Northland dans l’île du Nord de la Nouvelle-Zélande.

## Géographie
Elle s’écoule de façon prédominante vers l’est. Son estuaire forme une partie de « Veronica Channel » à l’extrémité sud de la baie des Îles.
La rivière est sujette aux variations de la marée en remontant jusqu’à la ville de Kawakawa. Le nom a changé à partir successivement de « Waiomio Stream », « Otiria Stream » et « Waiharakeke Stream ».
Le plus long pont de chemin de fer en bois de l’hémisphère Sud traverse la rivière au niveau de Taumarere dans le cadre du train historique de la baie des Îles.